# Achilles Wiggen
Achilles Wiggen är en science fiction-serie skapad av Kari Leppänen som publicerats på svenska i tidningen Fantomen. I Finland har den publicerats i SF-tidningen Portti.

## Beskrivning
Huvudpersonen är kapten Achilles Wiggen vid det svenska flygvapnet. Han blir kidnappad av en fredlig utomjordisk ras som behöver hjälp av en erfaren stridspilot för att försvara sig mot sina fiender Asmoroogerna.

## Historik och produktion
Strax efter att Kari Leppänen börjat teckna serien Fantomen visade han upp en egen science fiction-serie för redaktionen. Det fanns inte plats för den serien just då, och originalsidorna försvann för att senare återfinnas efter en förlagsflytt. Serien, som då var tänkt att bli en engångsföreteelse, hade titeln Transportören och publicerades i Fantomen nr 14–15/1983. Leppänen tecknade om alla rutor med flygplan i serien, eftersom det svenska flygvapnet hade bytt plan under den tid som sidorna varit försvunna (från Saab 35 Draken till Saab 37 Viggen).
Det kom en fortsättning av serien 1990, och sedan dess har nya avsnitt publicerats med ojämna mellanrum i tidningen. Sedan 1994 ursprungspubliceras serien i den finska tidskriften Portti för att därefter även publiceras i svenska Fantomen och finska motsvarigheten Mustanaamio. Totalt har mer än 22 avsnitt tecknats, om sammanlagt drygt 600 seriesidor.
Översättningen av serien till svenska (i Fantomen) har gjorts av Ulf Granberg. Detta inkluderade en del mindre bearbetningar av dialogen.

## Utgivning
| Titel                        | Svensk publicering                         | Finsk originalpublicering |
| ---------------------------- | ------------------------------------------ | ------------------------- |
| "Transportören" del 1        | Fantomen nr 14/1983 Fantomen nr 4/1990     | –                         |
| "Transportören" del 2        | Fantomen nr 15/1983 Fantomen nr 5/1990     | –                         |
| "Monsteräggen" del 1         | Fantomen nr 13/1990                        | –                         |
| "Monsteräggen" del 2         | Fantomen nr 14/1990                        | –                         |
| "Arvet från Atlantis" del 1  | Fantomen nr 26/1990                        | –                         |
| "Arvet från Atlantis" del 2  | Fantomen nr 2/1991                         | –                         |
| "Prinsessan från Atlantis"   | Fantomen nr 20/1992                        | –                         |
| "Imperiets hjärta"           | Fantomen nr 21/1992                        | –                         |
| "Reptilernas rike"           | Fantomen nr 16/1993                        | –                         |
| "Asteroidens hemlighet"      | Fantomen nr 24/1996 Fantomen nr 18–19/2010 | Portti nr 4/1994          |
| "Den röda planeten"          | Fantomen nr 25/1996                        | Portti nr 1/1995          |
| "Fångar i tiden"             | Fantomen nr 26/1996                        | Portti nr 2/1995          |
| "Nilens son"                 | Fantomen nr 10/1999                        | Portti nr 2/1997          |
| "Via Appia – Vägen till Rom" | Fantomen nr 11/1999                        | Portti nr 3/1997          |
| "Morituri te salutant"       | Fantomen nr 12/1999                        | Portti nr 1/1998          |
| "Asgårds gudar"              | Fantomen nr 15/1999                        | Portti nr 2/1998          |
| "Vikingarnas värld"          | Fantomen nr 16/1999                        | Portti nr 3–4/1994        |
| "Mot Sherwoodskogen"         | Fantomen nr 18/2004                        | Portti nr 3/1999+2/2000   |
| "En för alla! Alla för en!"  | Fantomen nr 21/2004                        | Portti nr 4/2002+1/2003   |
| "Indiandödaren"              | Fantomen nr 24/2004                        | Portti nr 3/2003–1/2004   |
| "Deadwood 1876"              | Fantomen nr 3/2005                         | Portti nr 3–4/2000        |
| "Custers sista strid"        | Fantomen nr 6/2005                         | Portti nr 2/2001+1/2002   |

### Samlingsböcker
2023, efter finansiering via Kickstarter, gav Albumförlaget och Ades media tillsammans ut Achilles Wiggen, den kompletta samlingen 1.  Den första boken innehåller de tre första berättelserna, Transportören, Monsteräggen, och Arvet från Atlantis.  Planen är, som namnet anger, att ge ut hela serien.